# That’s That
«That’s That» (по-другому «That’s That Shit», с англ. — «Вот это дерьмо») — второй сингл с альбома Snoop Dogg, Tha Blue Carpet Treatment. В США трек попал в чарт Billboard Hot 100 под номером 20. Эта песня также попала в чарты Великобритании. Песня, напоминает мелодию, играющую в фильме «Coming to America», во время сцены в ванной, когда Eddie Murphy моют его служанки.

## US 12" — Список композиций[2]
A1 That’s That (Radio) (4:17)
- Vocals [Featuring] — R. Kelly

A2 That’s That (LP) (4:17)
- Vocals [Featuring] — R. Kelly

A3 That’s That (Instrumental) (4:17)
B1 Crazy (Radio) (4:31)
- Vocals [Featuring] — Nate Dogg

B2 Crazy (LP) (4:32)
- Vocals [Featuring] — Nate Dogg

B3 Crazy (Instrumental) (4:31)

## Remixes
Ремикс с Nas, был официально представлен на DubCNN. Также был добавлен новый текст песни, в котором девушка говорит: «Королевский член чистый, ваше высочество» со Snoop, отвечающий ей: «Спасибо». Другой ремикс, был написан при участии D-Block, под названием трека Sheek Louch.

## Ремейки
- Slim Thug & Boss Hogg Outlawz сделали ремейк «That Click», который попал в микстейп DJ 31 Degreez — The Forecast 3
- Melanie из лейбла Redman, Gilla House, сделал ремейк, который также попал в микстейп Redman: Live From The Bricks, под названием «R&B Smoke Break».

## Персонал
- Автор — C.Broadus, R. Kelly, D. Lamb, N. Rodgers, S. Benton, T. Curry
- Продюсер — Nottz for DMP/Teamsta Entertainment
- Лейблы: My Own Chit Publishing/EMI Blackwood Music (BMI); Zomba Songs,Inc/R. Kelly Publishing,Inc (adm.by Zomba Songs,Inc.) (BMI); DMP/Teamsta Entertainment Music (BMI); Ensign Music LLC (BMI); YEL-NATS (BMI); Almo Music Corp.(ASCAP)
- Запись — Chris Jackson в Tha Cathedral,Hollywood,CA
- Запись — Abel Garibaldi и Ian Mereness в The Chocolate Factory, Chicago,IL
- Ассистент — Jeff Meeks
- Запись — Mauricio «Veto» Iragorri из Record One Studios, Sherman Oaks,Ca
- Ассистент — Robert «Roomio» Reyes / Смикшировал Dr. Dre в Record One Studios,Sherman Oaks,CA
- Инженер-миксовщик: Mauricio «Veto» Iragorri в Record One Studios,Sherman Oaks,CA
- Вокал — Victoria Dillard
- Семплы были взяты из трека «The Bath» написанный Nile Rodgers и выпущенный Ensign Music LLC (BMI) исполненный Nile Rodgers из кинофильма Coming To America courtesy of Paramount Pictures / «Coming To America» выпущенный Paramount Pictures.
- Место съёмок: Chicago
- Режиссёр — Benny Boom
- 1 AD: Joe Osborne

### B-Side
- Автор — C. Broadus, F. Nassar, N. Hele
- Продюсер — «Fredwreck» Farid Nassar из Doggy Style Productions
- Лейблы: My Own Chit Publishing/EMI Blackwood Music (BMI); Karam’s Kid
- Песни (ASCAP); Nate Dogg Music (BMI) adm.by Reach Global
- Пианино, гитары — Fredwreck
- Бонги — Erik Coomes
- Запись — Fredwreck из Palace De Nathan, Fred’s Treehouse / Вокал Snoop записал Chris Jackson в Tha Cathedral, Hollywood, CA
- Миксовка — Richard «Segal» Huredia & Fredwrizzle at Paramount Recording Studios, Hollywood,CA

## Чарты
| Чарт (2006)                | Пик Позиция |
| -------------------------- | ----------- |
| U.S. Billboard Hot 100     | 20          |
| U.S. Hot R&B/Hip-Hop Songs | 9           |
| U.S. Hot Rap Tracks        | 3           |
| U.S. Pop 100               | 29          |
| Rhythmic Top 40            | 7           |
| UK Top 75 Singles          | 38          |
| Germany Top 100            | 39          |
| Finland Singles Chart      | 6           |
| Ireland Top 50             | 43          |
| Switzerland Top 100        | 37          |
| New Zealand Top 50         | 18          |
| Australian ARIA Charts     | 64          |
| Sweden Top 60              | 55          |
| France Top 100             | 30          |

| MTV Australia Video Music Awards 2007 |           |                    |
| Год                                   | Результат | Категория          |
| 2007                                  | Win       | Best Hip Hop Video |